# Dvorana Tabor
Dvorana Tabor je večnamensko športno prizorišče, ki stoji v istoimenskem predelu mesta Maribor.
Dvorana, odprta leta 1984, sprejme 4500 gledalcev, skupna kapaciteta je približno 3800 sedežev, v primeru koncertnih dogodkov pa je dodatno na voljo približno 700 stojišč. Za organizacijo košarkarske tekme je na voljo približno 3.500 sedežev.
Kompleks sestavljata dve dvorani: glavna dvorana za košarko, odbojko, rokomet in množične prireditve ter manjša dvorana, ki se večinoma uporablja za namizni tenis in balinanje, ima pa tudi fitnes center.

## Gradnja
Objekt so sofinancirali takratni TOZD-i mariborske regije in tudi delavci s samoprispevkom, saj Maribor kot edino večje slovensko mesto še ni imel večnamenske dvorane. Na natečaju leta 1978 je bil izbran načrt arhitektov Boruta Pačenka, Igorja Recarja, Franceta Skrbinška in Vukašina Ačanskega s sodelavci. Projekt je doživel več prekinitev in, zaradi potreb, spremembo namembnosti v osnovnošolsko telovadnico, a so mu leta 1983 vrnili prvotno namembnost. Kljub zapletom je bila zadnja faza gradnje (od skeleta do popolne uporabnosti) zaključena v le devetih mesecih.
Glavni izvajalec je bilo mariborsko podjetje Stavbar, podizvajalci pa Cevovod Maribor za strojni del, Elektro Maribor za elektroinštalacije, Slovenijales z Elanom za opremo in Impol za fasado. Nadzor je opravljalo podjetje Projekt Maribor. Stroški gradnje so se do otvoritve povišali s prvotno ocenjenih 130 milijonov dinarjev na 502 milijona.
Kljub višjim stroškom je dvorani ob odprtju manjkal vzhodni prizidek z glavnim vhodom, balinišče v nadstropju in dve manjši dvorani, ki bi po oceni zahtevali dodatnih 250 milijonov dinarjev. Neki mariborski športnik ji je takrat nadel vzdevek »Titanik«, delno zaradi oblike, ki je spominjala na ladjo, delno pa zaradi pesimizma glede rentabilnosti.

## Otvoritev
Otvoritev 4. julija 1984 so pred povsem polno dvorano začeli združeni mariborski otroški pevski zbori in cicibani vrtca Tezno, zaključili pa folklorniki KUD Študent iz Maribora.
Na otvoritvenem dogodku so nastopili tudi:
- judoisti kluba Železničar in Aikido kluba Branik,
- pevska skupina Stražun,
- najboljši mariborski gimnastičarji na čelu z Banetom Tripkovićem,
- plesna skupina OŠ Rada Robiča iz Limbuša,
- sabljača, karateista kluba Boris Kidrič, Mojca in Matjaž Dajčar,
- ritmična skupina Partizan Radvanje,
- nastop s trakovi, učencev OŠ Ivana Cankarja, OŠ Slavka Šlandra, OŠ Bojana Ilicha in OŠ Sladki Vrh,
- dramska igralca Jože Zupan in Rado Pavalec,
- glasbeniki Alfi Nipič, Alenka Pinterič, Ivek Baranja, Edvin Fliser in Vinko Šimek, ansambel Habakuk in godba na pihala KUD Pošta iz Maribora.
- kurenti iz Markovcev pri Ptuju

Po uradnem delu se je prireditev nadaljevala v športnem parku na Taboru.

## Prenova dvorane
Prve večje prenove od otvoritve je bila dvorana deležna leta 2022 s poudarkom na najbolj dotrajani kletni etaži, med večjimi novostmi pa je tudi nov povezovalni hodnik na južni, severni in zahodni strani objekta. Dve tretjini stroškov obnove, ocenjenih na dobrih pet milijonov evrov, je sofinanciralo Ministrstvo za izobraževanje, znanost in šport, preostanek pa Mestna občina Maribor.